# Oncostemum filicinum
Oncostemum filicinum är en viveväxtart som beskrevs av Carl Christian Mez. Oncostemum filicinum ingår i släktet Oncostemum och familjen viveväxter. Inga underarter finns listade i Catalogue of Life.